# 1011 Laodamia
1011 Laodamia är en asteroid i huvudbältet som upptäcktes den 5 januari 1924 av den tyske astronomen Karl Wilhelm Reinmuth, som ensam upptäckte nästan 400 asteroider. Dess preliminära beteckning var 1924 PK. Den fick sedan ett namn hämtat från den grekiska mytologin, där det finns ett antal Laodamia, men där namnet förmodligen syftar på Laodamia, dotter till Bellerophon och Philonoe, som dödades av en pil från Artemis och Laodamia, dotter till Akastos och Astydameia och hustru till Protesilaus.
Laodamia tillhör de asteroider som korsar planeten Mars bana.
Marlenes senaste periheliepassage skedde den 20 juni 2020.[Uppdatering behövs] Dess rotationstid har beräknats till 5,17 timmar. 